# World Middleweight Championship (National Wrestling Association)
El World Middleweight Championship, fue un Campeonato Mundial de lucha libre perteneciente a la National Wrestling Association (NWA), una rama de la National Boxing Association (NBA). Fue impugnada para luchadores que se encontraban con un límite de peso de desde 155 hasta 160 lb (70 a 73 kg). El título tuvo existencia desde 1928 hasta 1940 y fue descontinuado a favor del NWA World Middleweight Championship.

## Lista de campeones
| Luchador        | N.º             | Fecha                | Días | Show o evento         | Notas |
| --------------- | --------------- | -------------------- | ---- | --------------------- | --- |
| Gus Kallio      | 1               | 7 de agosto de 1928  | 213  | Chicago, Illinois     | Ver listaDerrotó a Charlie Fischer en un combate de dos horas y media para convertirse en el primer campeón. |
| Hugh Nichols    | 1               | 8 de marzo de 1929   |      |                       | |
| Vacante         | Vacante         | 1930                 |      |                       | Ver listaNichols movió el título de categoría a la división light heavyweight. |
| Gus Kallio      | 2               | 1930                 |      |                       | Ver listaReconocido por la NBA luego de haber derrotado a Ralph Parquat en Cincinnati, Ohio y a Ray Carpenter en Columbus, Ohio.                                                                                                 |
| George Sauer    | 1               | 1931                 |      |                       | |
| Gus Kallio      | 3               | julio de 1932        |      |                       | |
|                 |                 |                      |      |                       | |
| Gus Kallio      | 4               | marzo de 1935        |      |                       | |
| Joe Gunther     | 1               | 16 de abril de 1935  |      | Nashville, Tennessee  | Ver lista |
| Gus Kallio      | 5               | julio de 1937        |      |                       | Ver listaKallio ganó el título el 18 de abril de 1937. Kallio además fue reconocido como el primer sostenedor del título de se convirtió en el NWA World Middleweight Championship e lan Empresa Mexicana de Lucha Libre (EMLL). |
| Octavio Gaona   | 1               | 29 de marzo de 1939  | 312  | México, D. F., México | Ver listaTambién ganó el título EMLL. |
| Tarzán López    | 1               | 4 de febrero de 1940 |      | México, D. F., México | Ver listaTambién ganó el título EMLL. |
| Título retirado | Título retirado | 1940 a 1941          |      |                       | Ver listaEl título fue retirado a favor del NWA World Middleweight Championship. |